# Pardaliparus
Pardaliparus — рід горобцеподібних птахів родини синицевих (Paridae). Представники цього роду мешкають в Китаї і на Філіппінах.

## Систематика
Представників цього роду раніше відносили до роду Синиця (Parus) або Мала синиця (Periparus), однак за результатами молекулярно-генетичного дослідження, опублікованого в 2013 році, вони були віднесені до відновленого роду Pardaliparus.

## Види
Виділяють три види:
- Синиця жовточерева (Pardaliparus venustulus)
- Синиця плямиста (Pardaliparus elegans)
- Синиця палаванська (Pardaliparus amabilis)

## Етимологія
Наукова назва роду Pardaliparus походить від сполучення слова дав.-гр. παρδαλος — леопард і наукової назви роду Синиця (Parus Linnaeus, 1758).